# Christian Stebler
Christian Stebler (* 23. April 1981) ist ein ehemaliger Schweizer Skilangläufer und Biathlet.

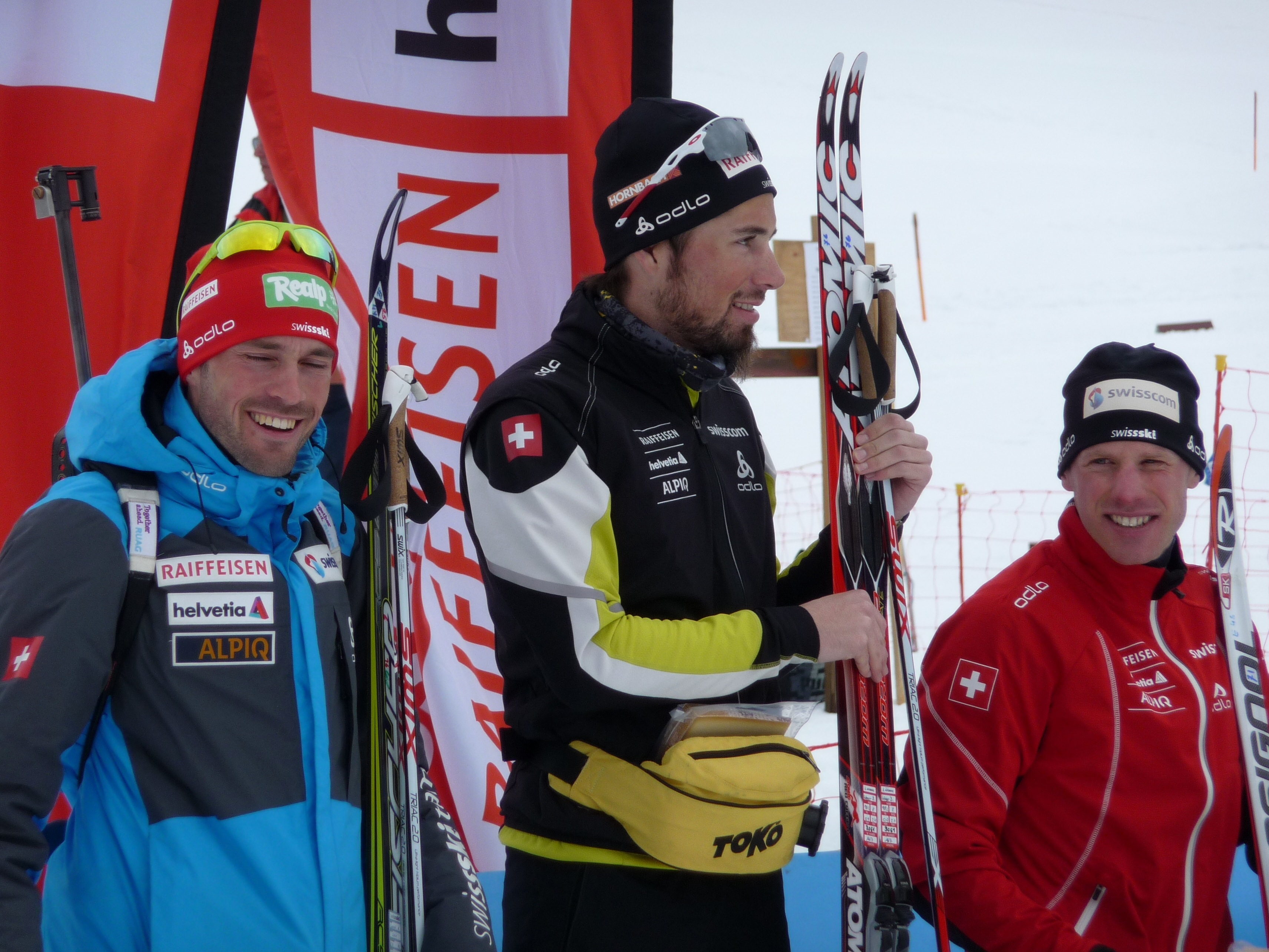
Ivan Joller, Benjamin Weger und Christian Stebler (von links nach rechts) bei der Siegerehrung für das Sprintrennen bei den Schweizer Meisterschaften 2013

Christian Stebler lebt in Wolfenschiessen und startete für den Bannalp-Wolfenschiessen. Der Zimmermann war schon in der Jugend ein erfolgreicher Langläufer. Viermal gewann er Schweizer Juniorentitel. 1998 bestritt er sein erstes internationales Seniorenrennen. Bei einem FIS-Rennen in Urnäsch wurde er Zehnter über 15 Kilometer. Ende 1999 startete er in Engelberg erstmals bei einem Rennen des Skilanglauf-Weltcups und wurde 77. eines Sprints. Einen Monat später trat Stebler bei den Junioren-Weltmeisterschaften in Štrbské Pleso an und wurde 25. über 10 und 28. über 30 Kilometer. Ein Jahr später konnte er sich in Karpacz und Szklarska erneut in drei Rennen unter den besten 30 platzieren. Bestes Ergebnis war Platz elf über 10 Kilometer. Nächstes Grossereignis wurden die Militärweltmeisterschaften in Kranjska Gora, wo er 23. über 15 Kilometer wurde. Im Jahr darauf startete Stebler bei der Nordischen Skiweltmeisterschaft 2003 im Val di Fiemme. Im November 2003 konnte er, nachdem er bis dahin nur im Continental-Cup und in FIS-Rennen eingesetzt worden war, erneut im Weltcup starten, wo er von nun an häufiger antrat. In Kuusamo gewann er zweimal als 28. in der Verfolgung und über 15 Kilometer erste Punkte. Anfang 2005 erreichte er in der Verfolgung von Pragelato als 18. sein bestes Weltcup-Resultat. Wenig später startete Stebler bei der Nordischen Skiweltmeisterschaft 2005 in Oberstdorf, wo er die Ränge 41 in der Verfolgung und 51 über 15 Kilometer erreichte. Höhepunkt der Langlauf-Karriere wurde die Teilnahme an den Olympischen Winterspielen 2006 von Turin, wo er bei den Wettkämpfen von Pragelato antrat. Über 15 Kilometer erreichte er den 29. Platz, über 50 Kilometer den 50. Insgesamt trat er in 34 Weltcuprennen an und lief dreimal in die Punkte. National gewann Stebler zwei Titel als Schweizer Meister über 50 Kilometer.
Nachdem sich die erwünschten Erfolge nicht eingestellt hatten, wechselte Stebler zum Biathlon. Schon 2004 startete er in Östersund bei den Militär-Skiweltmeisterschaften mit der Militärpatrouille und wurde dort Vierter. Seine ersten richtigen Einsätze hatte er seit 2008 im Rahmen des Biathlon-Europacups. 2009 trat er erstmals in einem Staffelrennen im Biathlon-Weltcup an und wurde 15. Im Sprint belegte er den 83. Platz. Im weiteren Verlauf des Jahres nahm Stebler an den Sommerbiathlon-Weltmeisterschaften 2009 in Oberhof teil, wo er bei den Skiroller-Rennen antrat. Im Sprint erreichte er Platz 49, im Verfolgungsrennen wurde er überrundet. Höhepunkt der Saison wurden die Militär-Skiweltmeisterschaften 2010 in Brusson, bei denen er im Sprint 16. wurde und mit der Militärpatrouille, zu der neben ihm auch Toni Livers, Ivan Joller und Remo Fischer gehörten, hinter Estland die Silbermedaille gewann. Zum Auftakt der Saison 2010/11 gewann Stebler in Östersund als 39. eines Einzels seine erste Weltcuppunkte. Im weiteren Verlauf der Saison konnte er seine beste Platzierung bis zu einem 26. Rang in einem Sprintrennen in Presque Isle verbessern. In der folgenden Saison wurde Stebler in Kontiolahti bei einem Sprint 22. und verbesserte seine Bestleistung erneut. Nach der Saison 2011/2012 beendete er seine aktive Karriere und wechselte in den Nachwuchstrainer- und Betreuerstab.

## Biathlon-Weltcup-Platzierungen
Die Tabelle zeigt alle Platzierungen (je nach Austragungsjahr einschliesslich Olympische Spiele und Weltmeisterschaften).
- 1.–3. Platz: Anzahl der Podiumsplatzierungen
- Top 10: Anzahl der Platzierungen unter den ersten zehn (einschliesslich Podium)
- Punkteränge: Anzahl der Platzierungen innerhalb der Punkteränge (einschliesslich Podium und Top 10)
- Starts: Anzahl gelaufener Rennen in der jeweiligen Disziplin

| Platzierung         | Einzel | Sprint | Verfolgung | Massenstart | Staffel | Gesamt |
| ------------------- | ------ | ------ | ---------- | ----------- | ------- | ------ |
| 1. Platz            |        |        |            |             |         |        |
| 2. Platz            |        |        |            |             |         |        |
| 3. Platz            |        |        |            |             |         |        |
| Top 10              |        |        |            |             |         |        |
| Punkteränge         | 1      | 3      | 1          |             | 5       | 10     |
| Starts              | 3      | 16     | 6          |             | 5       | 30     |
| Stand: Karriereende |        |        |            |             |         |        |